# ARL1
ARL1‏ (ADP ribosylation factor like GTPase 1) هوَ بروتين يُشَفر بواسطة جين ARL1 في الإنسان.

## الوظيفة
ينتمي البروتين المُشفّر بواسطة هذا الجين إلى عائلة البروتينات الشبيهة بعامل ريبوزيل ADP (ARL)، والتي ترتبط هيكليًا بعوامل ريبوزيل ADP (ARFs). تُنظّم عوامل ريبوزيل ADP، التي تُوصف بأنها مُنشّطات لنشاط إنزيم ADP-ريبوزيل ترانسفيراز في سمّ الكوليرا (CT)، حركة الأغشية الحويصلية داخل الخلايا، وتُحفّز أحد أشكال إنزيم فوسفوليباز D (PLD). على الرغم من الاعتقاد في البداية بأن بروتينات ARL لا تُنشّط CT أو PLD، إلا أن الأبحاث اللاحقة أظهرت أنها مُحفّزات ضعيفة لـ PLD وCT بشكل يعتمد على الفسفوليبيد.

## التفاعل
لقد ثبت أن ARL1 يتفاعل مع GOLGA4 و GOLGA1.